# Thalamoporellidae
Thalamoporellidae zijn een familie van mosdiertjes (Bryozoa) uit de orde van de Cheilostomatida. De wetenschappelijke naam ervan is in 1902 voor het eerst geldig gepubliceerd door Levinsen.

## Geslachten
- Dibunostoma Cheetham, 1963
- Diploporella MacGillivray, 1885
- Hesychoxenia Gordon & Parker, 1991
- Marsupioporella Soule, Soule & Chaney, 1991
- Thairopora MacGillivray, 1882
- Thalamoporella Hincks, 1887